# Distrito de Liberec
El distrito de Liberec es uno de los cuatro distritos que forman la región de Liberec, República Checa, con una población estimada a principio del año 2018 de 173 948 habitantes. Se encuentra ubicado al norte del país, al norte de Praga, cerca de la frontera con Alemania y Polonia. Su capital es la ciudad de Liberec.

## Localidades (población año 2018)
- Bílá 952
- Bílý Kostel nad Nisou 991
- Bílý Potok 691
- Bulovka 887
- Černousy 337
- Český Dub 2724
- Cetenov 121
- Chotyně 1006
- Chrastava 6224
- Čtveřín 527
- Dětřichov 702
- Dlouhý Most 894
- Dolní Řasnice 531
- Frýdlant 7540
- Habartice 512
- Hejnice 2738
- Heřmanice 263
- Hlavice 229
- Hodkovice nad Mohelkou 2888
- Horní Řasnice 222
- Hrádek nad Nisou 7656
- Jablonné v Podještědí3611
- Janovice v Podještědí 94
- Janův Důl 160
- Jeřmanice 530
- Jindřichovice pod Smrkem 655
- Kobyly 350
- Krásný Les 459
- Křižany 861
- Kryštofovo Údolí 366
- Kunratice 373
- Lažany 218
- Lázně Libverda 424
- Liberec 10 3979
- Mníšek 1552
- Nová Ves 852
- Nové Město pod Smrkem 3711
- Oldřichov v Hájích 758
- Osečná 1128
- Paceřice 330
- Pěnčín 693
- Pertoltice 287
- Příšovice 1337
- Proseč pod Ještědem 377
- Radimovice 292
- Raspenava 2851
- Rynoltice 767
- Šimonovice 1192
- Soběslavice 170
- Stráž nad Nisou 2375
- Světlá pod Ještědem 962
- Svijanský Újezd 444
- Svijany 315
- Sychrov 213
- Višňová 1332
- Vlastibořice 319
- Všelibice 555
- Žďárek 148
- Zdislava 273